# Algorytm bliźniaków
Algorytm bliźniaków (ang. buddy algorithm) – metoda alokacji pamięci, która charakteryzuje się dużą szybkością i łatwością implementacji oraz niską fragmentacją zewnętrzną, kosztem jednak znaczącej fragmentacji wewnętrznej.
W algorytmie zarządza się {\displaystyle 2^{n}} blokami pamięci (wartość {\displaystyle n} zależy od implementacji). Początkowo cała pamięć jest wolna, traktowana jako ciągły obszar o rozmiarze {\displaystyle 2^{n}} bloków. Gdy zachodzi potrzeba alokacji mniejszego obszaru, dokonywany jest rekurencyjny podział na dwie części wolnego obszaru aż do uzyskania najmniejszego fragmentu o rozmiarze {\displaystyle 2^{m}} (zawsze jest to potęga dwójki, co skutkuje dużą fragmentacją wewnętrzną). Dwa mniejsze obszary powstałe przy podziale są nazywane bliźniaczymi.
Z kolei przy dealokacji pamięci można bardzo łatwo stwierdzić, czy wolny jest też obszar bliźniaczy i scalić je w jeden większy; scalanie ma również charakter rekurencyjny.
Algorytm jest używany m.in. w jądrze systemu Linux do zarządzania stronami pamięci.